# Kurt-Schumacher-Straße 10 (Bonn)

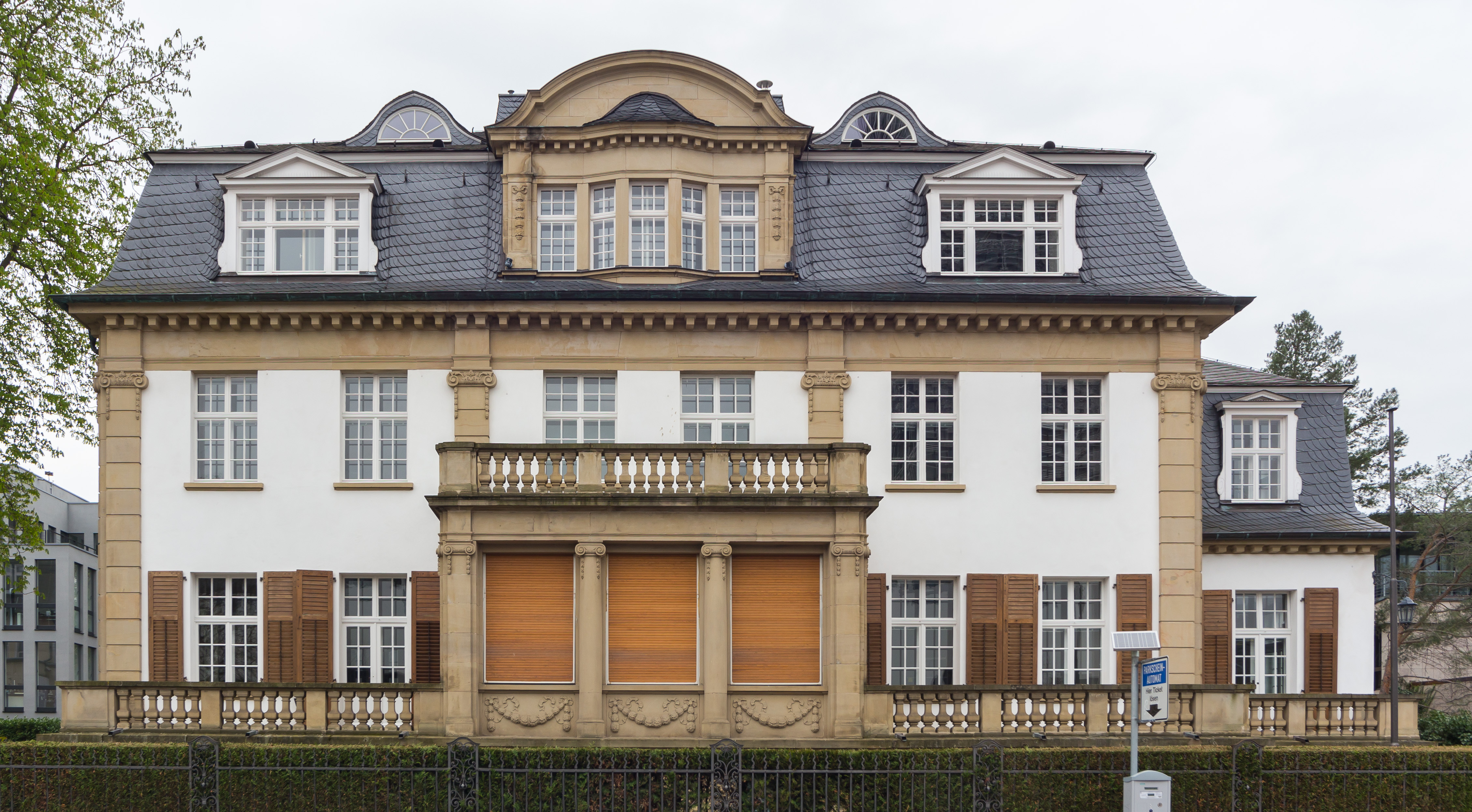
Villa Kurt-Schumacher-Straße 10 (2013)

Das Gebäude Kurt-Schumacher-Straße 10 ist eine Villa im Bonner Ortsteil Gronau, die 1922/23 errichtet wurde. Sie liegt im Zentrum des Bundesviertels gegenüber dem Schürmann-Bau. Die Villa steht einschließlich ihrer Parkanlage als Baudenkmal unter Denkmalschutz.

## Geschichte
Die Villa entstand für Henriqueta Löwe, die aus Petrópolis stammende Ehefrau des als Bauherr auftretenden brasilianischen Konsuls, wie bereits mehrere Gebäude zuvor an der damaligen Drachenfelsstraße in der „Villenkolonie Gronau“ nach einem Entwurf des Bonner Architekten und Regierungsbaumeisters Julius Rolffs. Die Ausführung lag in den Händen von Rolffs' seinerzeitigem Mitarbeiter Ernst Sagebiel, der eigens für dieses Projekt eingestellt worden war. Auf den Bauantrag von Ende Januar 1922 hin wurde im Frühjahr die Baugenehmigung erteilt, fertiggestellt war die – bei der Übergabe bereits vollständig möblierte – Villa bis Sommer 1923. Ursprünglich gehörten zu ihr außer einem Gartenpavillon auch mehrere Garagen, ein Chauffeurhaus, ein Hundezwinger und ein Geflügelhaus.
Nachdem Bonn 1949 Regierungssitz der Bundesrepublik Deutschland geworden war, befand sich die Villa inmitten des neuen Parlaments- und Regierungsviertels. Sie wurde vom Land Nordrhein-Westfalen angemietet und zunächst dem SPD-Abgeordneten Carlo Schmid samt Sekretariat, anschließend provisorisch einem Teil der Landesvertretung von Bayern zur Verfügung gestellt. Von September 1949 bis Mai 1950 war die Liegenschaft Sitz des neugegründeten Presse- und Informationsamts der Bundesregierung, der Chef vom Dienst war mit seinen Büros im Souterrain beheimatet. Anfang Februar 1951 bezog die österreichische Verbindungsstelle in der Bundesrepublik Deutschland, die den Charakter einer diplomatischen Vertretung hatte, das Anwesen. Das Erdgeschoss beherbergte mit fünf Räumen die Kanzlei und die Repräsentationsräume der Verbindungsstelle, eine Hälfte des ersten Stocks mit drei Räumen die Residenz des Amtsleiters und der zweite Stock die Wohnung des Pressereferenten (Alfred Missong). Die restlichen Räume des Hauses wurden weiter durch drei Mietparteien belegt, sodass die Unterbringung der Verbindungsstelle als deutlich zu beengt und unzureichend empfunden wurde. Daher zog die Kanzlei Anfang 1954 aus dem Gebäude aus, bis Ende des Jahres auch der Amtsleiter (→ Botschaft der Republik Österreich (Bonn)). Spätestens 1961 richtete die Republik Ägypten in der Villa die Residenz ihrer Botschaft, den Wohnsitz des Botschafters, ein. 1999 zog die Botschaft im Zuge der Verlegung des Regierungssitzes nach Berlin um (→ Ägyptische Botschaft in Berlin). Die Villa war der am nächsten am Sitz des Parlaments gelegene Standort einer diplomatischen Vertretung in Bonn.
Ende 2001 erwarb der Bonner Unternehmer Marc Asbeck das Anwesen mit seinem etwa 4000 m² großen Grundstück von Ägypten für vier Millionen D-Mark. Anschließend ließ er es mit dem Ziel einer Vermietung als Bürogebäude unter Leitung des Kölner Architekten Heribert Wiesemann bei Kosten von drei Millionen D-Mark aufwändig sanieren. Die zur Villa gehörende, im Park an der Heinrich-Brüning-Straße gelegene und zuletzt baufällige Remise (Heinrich-Brüning-Straße 15) wurde abgerissen, an ihrer Stelle unter Verwendung des Erdgeschosses ein Büroneubau errichtet. Heute dient die Villa als Sitz des Max-Planck-Instituts zur Erforschung von Gemeinschaftsgütern.
Die Eintragung der Villa in die Denkmalliste der Stadt Bonn erfolgte Anfang 2002.

## Architektur

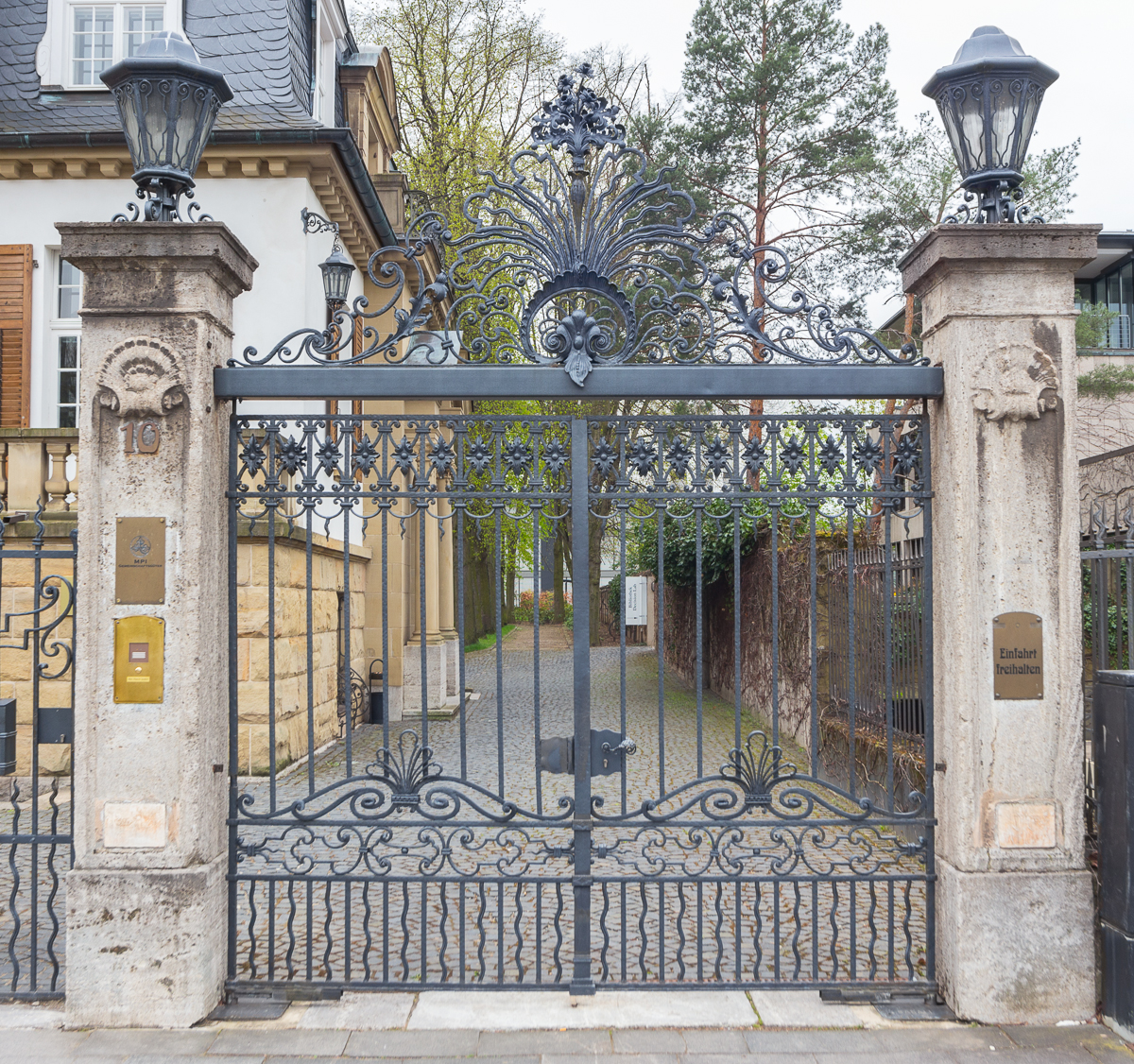
Eingangstor

Stilistisch lässt sich die Villa dem Neobarock zurechnen. Sie ist ein zweigeschossiger Putzbau mit schiefergedecktem Mansarddach, dessen Fassade eine Sandsteingliederung besitzt. Die ursprüngliche Grundfläche des Hauses betrug etwa 300 m². Die repräsentativen Innenräume wurden mit sehr qualitätvollen Holzarten, Stuck, Marmor und Mosaikplatten ausgestattet.